# Bisatikoppa, Shiggaon
Bisatikoppa là một làng thuộc tehsil Shiggaon, huyện Haveri, bang Karnataka, Ấn Độ.